# Museo Etnológico de Canet d'en Berenguer (MECBE)
El Museo Etnológico de Canet de Berenguer (MECBE) es un museo etnológico ubicado en una casa de familia agricultora de la primera mitad del s. XX,que actualmente es propiedad del Ayuntamiento de Canet de Berenguer, en el Campo de Murviedro, en la Comunidad Valencina.La casa de agricultores era utilizada como explotación agraria, aunque también llegó a utilizarse como almazara y más tarde una fábrica de aceite.
El museo fue reconocido como tal mediante resolución del Consejero de Cultura, Educación y Ciencia de la Generalitat Valenciana el 30 de octubre de 2001.
Forma parte de la Red de Museos Etnológicos Locales de la Diputación de Valencia, coordinada por el Museo Valenciano de Etnología, L'ETNO.

## Descripción
Se trata de un pequeño museo ubicado dentro de unas instalaciones que se utilizan para diversos usos (como centro de juventud entre otros), lo cual hace que incluso su horario de visitas (solo unas pocas horas en horario de tarde de lunes a viernes) sea reducido.
La colección museográfica la componen alrededor de 153 piezas registradas y expuestas, que se pueden agrupar en tres apartados:
1.    Diorama que reconstruye el aspecto del pueblo de Canet d'en Berenguer entre los siglos XVII y XIX. De unos 8 m² y a escala H. 0, N.º 0005.
2.    Restos arqueológicos, formada por 14 piezas, todas ellas fragmentos de ánforas romanas encontradas en la costa de Canet, que debía tener su origen en el transporte marítimo de líquidos (vino, óleo…) y sólidos (cereales).
3.    Objetos de carácter etnológico, entre los que se pueden destacar la reproducción de una carta matrimonial que data del siglo XVIII, y varias piezas típicas de la indumentaria valenciana.Hay que recalcar que fue gracias a la documentación notarial que se pudo reconstruir el ajuar de una mujer de Canet de finales del siglo XVIII. Las piezas que lo componían solían ser:  camisas de hilo, algodón, lino y seda; sábanas y enaguas, delantales, toallas, mantellina, “tapapiés “ y “jubones”, y un baúl de madera donde todo se depositaba.La mayoría de las piezas proceden de la colección de Victoria Liceras.